# Appana malagasa
Appana malagasa är en fjärilsart som beskrevs av M.Gaede 1915. Appana malagasa ingår i släktet Appana och familjen nattflyn. Inga underarter finns listade i Catalogue of Life.